# Талакюнг проти Тулке
«Талакюнг проти Тулке» (неп. टलकजंग भर्सेस टुल्के) — Непальський драматичний фільм, знятий Нішалом Баснетом. Прем'єра стрічки відбулась 31 жовтня 2014 року в Непалі. Фільм був висунутий Непалом на премію «Оскар-2016» у номінації «найкращий фільм іноземною мовою».

## У ролях
- Даяганг Рай
- Річа Шарма
- Пракаш Гімере